# De wijn van het Sint-Maartensfeest
De wijn van het Sint-Maartensfeest is een schilderij gemaakt door Pieter Bruegel de Oude en werd in 2010 bekend nadat de Spaanse privé-eigenaren het naar het Museo del Prado in Madrid hadden gebracht. Tijdens de restauratie van het schilderij, die in februari 2010 begon en waarbij onder meer de vernislaag werd verwijderd, ontdekte het museum in september dat jaar met behulp van röntgenstraling in de linkerbenedenhoek delen van Bruegels versleten handtekening.
Het doek, beschilderd met tempera, meet 148 × 270,5 cm en werd rond 1565, 1568 geschilderd. Links in de verte is de Hallepoort van Brussel zichtbaar.

## Zie ook

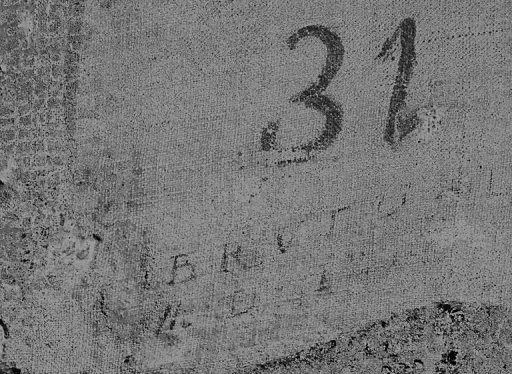
De handtekening van Pieter Bruegel op het doek